# Marcel Just
Marcel Just es profesor de psicología en la Universidad Carnegie Mellon. Su investigación utiliza imágenes cerebrales (fMRI ) en tareas cognitivas de alto nivel para estudiar la neuroarquitectura de la cognición. Las áreas de especialización de Just incluyen la psicolingüística, el reconocimiento de objetos y el autismo, con especial atención a los sustratos cognitivos y neurales. Just dirige el Center for Cognitive Brain Imaging y es miembro del Center for the Neural Basis of Cognition en CMU.

## Investigación

### Lectura de la mente
Marcel Just, Tom Mitchell y sus colegas de la Universidad Carnegie Mellon están realizando una investigación sobre la " identificación de pensamientos " utilizando resonancia magnética funcional. Utilizando técnicas de aprendizaje automático, han podido identificar patrones de activación cerebral que se asocian de forma fiable al concepto de diferentes objetos. Estos patrones de firma podrían generalizarse entre diferentes participantes, de modo que los autores pudieran identificar correctamente en qué objeto estaba pensando un participante analizando la activación cerebral correspondiente. Una demostración de su sistema se mostró en el programa de la CBS 60 Minutes. Just y Nancy Minshew son conocidos por la hipótesis de la subconectividad del autismo, que postula que el autismo se caracteriza por un funcionamiento insuficiente de las conexiones neuronales de alto nivel y la sincronización, junto con un exceso de procesos de bajo nivel. Se ha encontrado evidencia de esta teoría en estudios de neuroimagen funcional en individuos autistas y en un estudio de ondas cerebrales que sugirió que los adultos con TEA tienen una sobreconectividad local en la corteza y conexiones funcionales débiles entre el lóbulo frontal y el resto de la corteza.

### Modelado cognitivo computacional
Marcel Just también codesarrolló con Sashank Varma 4CAPS, una arquitectura cognitiva que especifica cómo las diferentes regiones corticales del cerebro colaboran para realizar tareas específicas. El modelo 4CAPS se ha utilizado para explicar datos de imágenes cerebrales y de comportamiento en diferentes tareas experimentales.